# Jan Svendsen (Leichtathletin)
Jan Svendsen (eigentlich Janet Anne Svendsen; * 9. November 1948 in San Mateo, Kalifornien) ist eine ehemalige US-amerikanische Kugelstoßerin und Diskuswerferin.
Beim Kugelstoßen der Olympischen Spiele 1972 in München schied sie in der Qualifikation aus.
1975 wurde sie bei den Panamerikanischen Spielen in Mexiko-Stadt Fünfte im Diskuswurf.
1973 wurde sie US-Hallenmeisterin im Kugelstoßen.

## Persönliche Bestleistungen
- Kugelstoßen: 16,29 m, 8. August 1972, Los Angeles
- Diskuswurf: 55,42 m, 23. Mai 1982, Los Angeles